# Willem Wakker
Willem Wouter Wakker (Rotterdam, 8 december 1879 – Jersey City, 20 november 1959) was een Nederlandse langeafstandsloper. Hij nam eenmaal deel aan de Olympische Spelen.

## Loopbaan

### Deelname aan Olympische Spelen
Wakker maakte deel uit van de Nederlandse ploeg, die deelnam aan de Olympische Spelen van 1908 in Londen. Hij kwam er uit op de 5 mijl en de marathon. Op het eerste nummer viel hij in de tweede serie uit; hij liep de wedstrijd niet uit. Op de marathon was hij van de drie Nederlandse deelnemers de enige die de finish haalde; hij finishte als twintigste. 

### Eerste Nederlandse kampioen 10.000 m
Wakker, die van beroep banketbakker was en op de Holland-Amerika Lijn voer, staat te boek als de eerste officiële Nederlandse kampioen op de 10.000 meter; in 1902 veroverde hij deze titel. In 1905 verbeterde hij het uurrecord, dat sinds 1899 met 15.253,00 m op naam stond van George Buff, tot 15.767,00 m. Dit record hield meer dan tien jaar stand. Hij vestigde overigens ook diverse records op tegenwoordig niet meer courant zijnde atletiekonderdelen, zoals op de 4, 5, 6, 7, 8, 9 en 10 Engelse mijl en een half uur hardlopen. Bij alle E.M.-afstanden werd in die tijd bovendien onderscheid gemaakt tussen baan- en wegrecords. Willem Wakker was bedreven in beide disciplines en schreef zowel weg- als baanrecords op zijn naam. Ook op de 5000 en 10.000 m staat hij bij de wegrecords als recordhouder te boek. Alle genoemde prestaties werden geleverd in de periode van 1904-1906.

### Emigratie naar V.S.
Willem Wakker emigreerde later naar de Verenigde Staten, waar hij lid werd van de New York Athletic Club. Bekend is in elk geval, dat hij in 1936 woonachtig was op het adres 1110 Park Avenue in New York. Hij overleed in 1959 in Jersey City.

## Nederlandse kampioenschappen
| Onderdeel | Jaar |
| --------- | ---- |
| 10.000 m  | 1902 |

## Palmares

### 5 Eng. mijl
- 1908: DNF OS

### 3 Eng. mijl (team)
- 1908: DNF in serie OS

### marathon
- 1908: 20e OS - 3:28.49